# リオデジャネイロ旧大聖堂

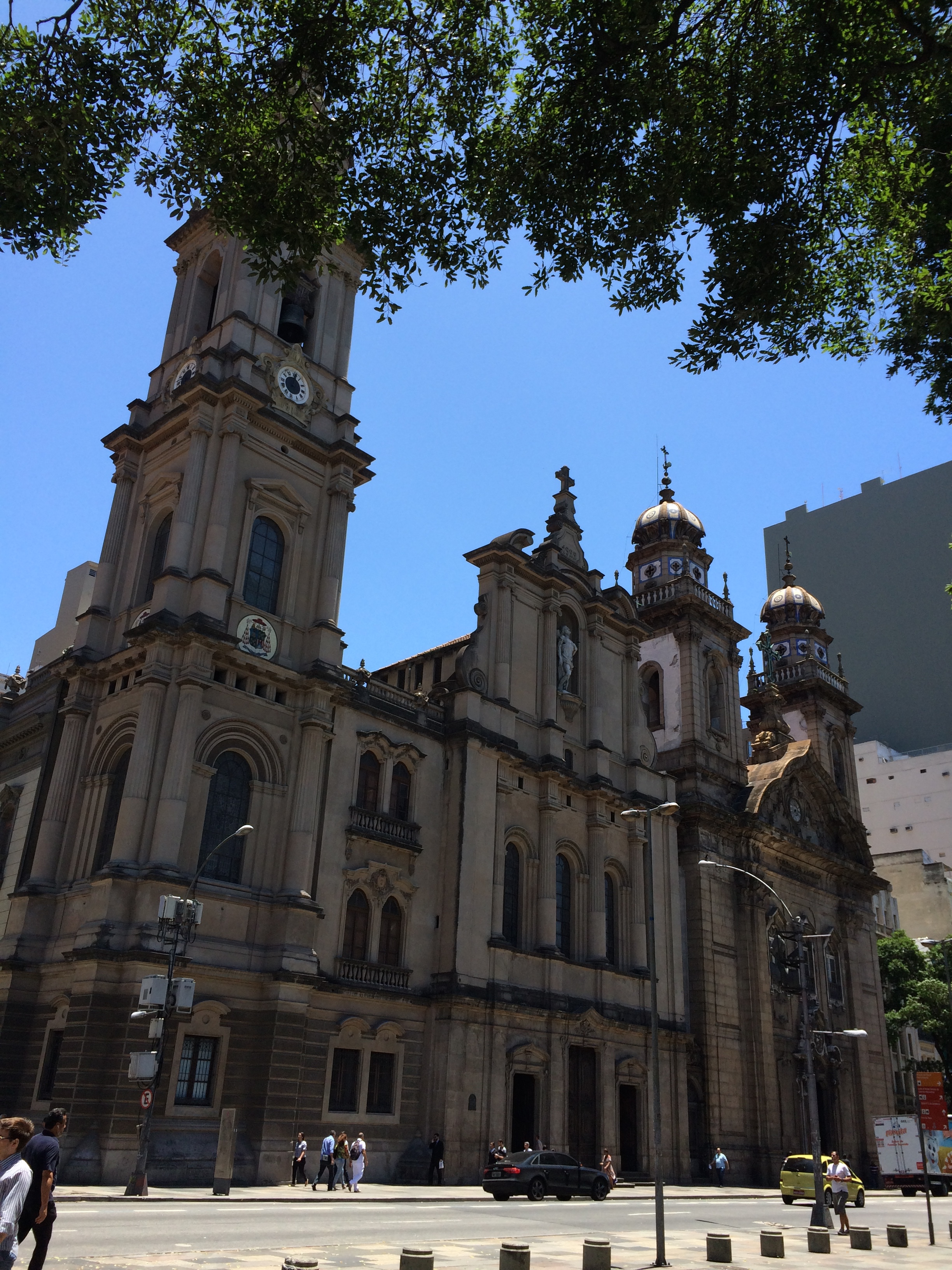
リオデジャネイロ旧大聖堂

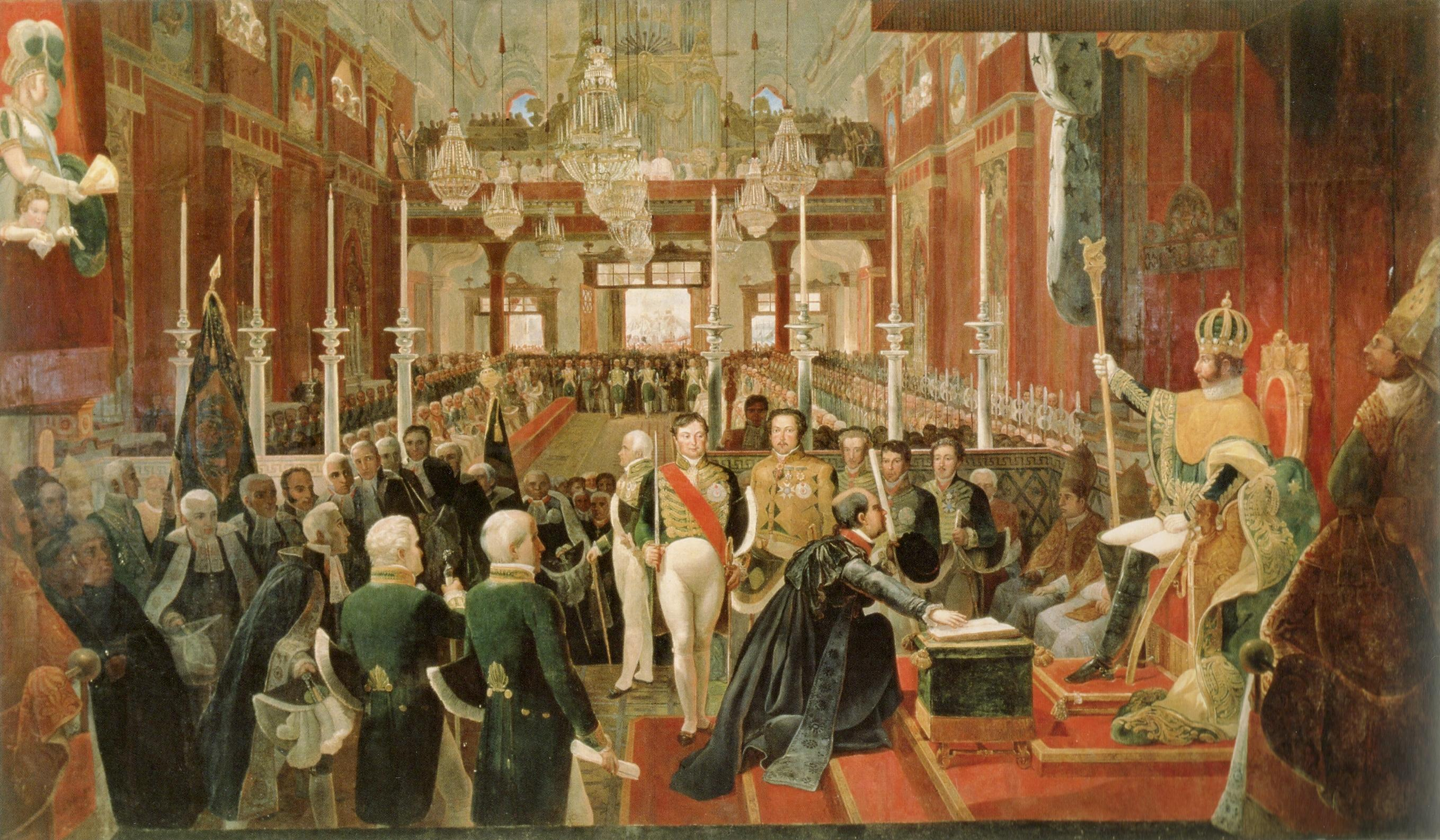
ペドロ1世戴冠式

ノッサ・セニョーラ・ド・モンテ・ド・カルモ教会（ポルトガル語: Igreja de Nossa Senhora do Monte do Carmo）は、単にリオデジャネイロ旧大聖堂（Antiga Sé）と呼ばれる、ブラジル、リオデジャネイロ市のカトリックの教会。1590年にブラジルへやってきたカルメル会派の教会が前身で、1808年から1976年までリオデジャネイロ大司教座が置かれていた。19世紀にはポルトガル王室及びブラジル皇室の王室・皇室礼拝堂であった。
カルメル会派の修道士たちは、グアナバラ湾近くの小さな礼拝堂に定住した。17世紀から18世紀にかけ、修道会は礼拝堂を拡張し修道院を建て、ノッサ・セニョーラ・ド・モンテ・ド・カルモ教会（カルメル山の聖母教会）と名付けた。1770年、ファサードが未完成のまま教会は聖化された。この頃になされた内装は、ロココ様式（後期ゴシック様式）の木工細工で装飾されていた。
1808年、ナポレオンのポルトガル侵攻から逃れた摂政王太子ジョアン（のちのジョアン6世）と宮廷がリオデジャネイロに到着した。旧ブラジル副王邸宅（現在の王宮）や、カルモ修道院（pt、マリア1世が住んだ）がポルトガル王室の建物に替えられ、修道院と近接していたノッサ・セニョーラ・ド・モンテ・ド・カルモ教会は王室礼拝堂となった。
王室礼拝堂として、この教会は幾度も王室の慶事の場となった。1816年3月20日、摂政王太子ジョアンはジョアン6世として礼拝堂で戴冠式を行った。1817年11月6日、王太子ペドロ（のちの皇帝ペドロ1世）は、オーストリア皇女マリア・レオポルディーネと挙式した。
1822年のブラジル帝国独立により、礼拝堂は皇室礼拝堂となった。この頃にファサードが完成し、新古典主義建築様式のペディメントが付け足された。1822年10月12日のペドロ1世戴冠式、1841年7月18日のペドロ2世戴冠式、1846年11月15日のイザベル皇女洗礼式、1864年10月15日のイザベル皇女とウー伯ガスタンの結婚式が、礼拝堂で行われた。
1889年の帝政廃止で皇室礼拝堂の名は失ったが、リオデジャネイロ大聖堂の地位は残った。20世紀初頭にファサードが刷新され、現在の塔の頂上に聖母マリアの巨大な像が据えられた。1976年に現代的なリオデジャネイロ大聖堂が完成し、旧大聖堂からリオデジャネイロ大司教座が移された。現在も旧大聖堂はリオだけでなくブラジル全土有数の歴史ある教会建築の一つである。